# Любавін Ігор Юрійович
Ігор Юрійович Люба́він (нар. 30 квітня 1957, Харків) — український графік; член Харківської організації Спілки радянських художників України з 1986 року.

## Біографія
Народився 30 квітня 1957 року в місті Харкові (нині Україна). Син живописця Юрія Любавіна. Проягом 1976—1981 років навчався у Харківському художньо-промисловому інституті, був учнем Володимира Ненадо.
Працює в творчій майстерні. Мешкає у Харкові у будинку на вулиці Отокара Яроша, № 33, квартира № 40.

## Творчість
Працює у галузі станкової графіки, створює пейзажі, тематичні композиції. Серед робіт:
- «Вечір» (1986);
- «Старий і коза» (1986);
- «Бій» (1986);
- «Вознесіння» (1989, монотипія);
- «Риби» (1997);
- «Вітерець» (1997).

Учасник республіканських, всесоюзних, міжнародних мистецьких виставок з 1982 року. 